# 1re étape du Tour d'Italie 2001
Pour un article plus général, voir Tour d'Italie 2001.
La 1re étape du Tour d'Italie 2001 a eu lieu le 20 mai 2001 entre les villes de Giulianova et de Francavilla al Mare sur une distance de 202 km. Elle a été remportée par l'Italien Ellis Rastelli (Liquigas-Pata) devant l'Ukrainien Vladimir Duma (Ceramica Panaria-Fiordo) et son compatriote Gabriele Colombo (Cantina Tollo-Acqua & Sapone). Le Belge Rik Verbrugghe (Lotto-Adecco) conserve le maillot rose de cette édition du Tour d'Italie à l'issue de l'étape.

## Classement de l'étape
| \| Classement de l'étape \| Classement de l'étape \| Classement de l'étape \| Classement de l'étape \| Classement de l'étape \| \| Coureur \| Coureur \| Pays \| Équipe \| Temps \| \| --------------------- \| --------------------- \| --------------------- \| ---------------------------- \| --------------------- \| \| 1er \| Ellis Rastelli \| Italie \| Liquigas-Pata \| 5 h 15 min 06 s \| \| 2e \| Vladimir Duma \| Ukraine \| Ceramica Panaria-Fiordo \| + 0 s \| \| 3e \| Gabriele Colombo \| Italie \| Cantina Tollo-Acqua & Sapone \| + 0 s \| \| 4e \| Abraham Olano \| Espagne \| ONCE-Eroski \| + 0 s \| \| 5e \| Rik Verbrugghe \| Belgique \| Lotto-Adecco \| + 0 s \| \| 6e \| José Luis Arrieta \| Espagne \| iBanesto.com \| + 0 s \| \| 7e \| Mariano Piccoli \| Italie \| Lampre-Daikin \| + 0 s \| \| 8e \| Giuseppe Di Grande \| Italie \| Tacconi Sport-Vini Caldirola \| + 0 s \| \| 9e \| Marco Pantani \| Italie \| Mercatone Uno-Stream TV \| + 0 s \| \| 10e \| Jan Hruška \| Tchéquie \| ONCE-Eroski \| + 0 s \| |                    |          |                              |                 |
| |                    |          |                              |                 |
| |                    |          |                              |                 |
| Classement de l'étape |                    |          |                              |                 |
| Coureur | Coureur            | Pays     | Équipe                       | Temps           |
| 1er | Ellis Rastelli     | Italie   | Liquigas-Pata                | 5 h 15 min 06 s |
| 2e | Vladimir Duma      | Ukraine  | Ceramica Panaria-Fiordo      | + 0 s           |
| 3e | Gabriele Colombo   | Italie   | Cantina Tollo-Acqua & Sapone | + 0 s           |
| 4e | Abraham Olano      | Espagne  | ONCE-Eroski                  | + 0 s           |
| 5e | Rik Verbrugghe     | Belgique | Lotto-Adecco                 | + 0 s           |
| 6e | José Luis Arrieta  | Espagne  | iBanesto.com                 | + 0 s           |
| 7e | Mariano Piccoli    | Italie   | Lampre-Daikin                | + 0 s           |
| 8e | Giuseppe Di Grande | Italie   | Tacconi Sport-Vini Caldirola | + 0 s           |
| 9e | Marco Pantani      | Italie   | Mercatone Uno-Stream TV      | + 0 s           |
| 10e | Jan Hruška         | Tchéquie | ONCE-Eroski                  | + 0 s           |

## Classement général
Le classement général de l'épreuve reprend donc le classement de l'étape du jour, le Belge Rik Verbrugghe (Lotto-Adecco) devançant l'Italien Dario Frigo (Fassa Bortolo) de huit secondes et le Tchèque René Andrle (ONCE-Eroski) de dix.
| \| Classement général \| Classement général \| Classement général \| Classement général \| Classement général \| \| Coureur \| Coureur \| Pays \| Équipe \| Temps \| \| ------------------ \| ------------------ \| ------------------ \| ---------------------------- \| ------------------ \| \| 1er \| Rik Verbrugghe \| Belgique \| Lotto-Adecco \| 5 h 23 min 50 s \| \| 2e \| Dario Frigo \| Italie \| Fassa Bortolo \| + 9 s \| \| 3e \| Jan Hruška \| Tchéquie \| ONCE-Eroski \| + 13 s \| \| 4e \| Abraham Olano \| Espagne \| ONCE-Eroski \| + 15 s \| \| 5e \| Gabriele Colombo \| Italie \| Cantina Tollo-Acqua & Sapone \| + 18 s \| \| 6e \| Mariano Piccoli \| Italie \| Lampre-Daikin \| + 18 s \| \| 7e \| Wladimir Belli \| Italie \| Fassa Bortolo \| + 26 s \| \| 8e \| José Azevedo \| Portugal \| ONCE-Eroski \| + 28 s \| \| 9e \| Vladimir Duma \| Ukraine \| Ceramica Panaria-Fiordo \| + 29 s \| \| 10e \| Ellis Rastelli \| Italie \| Liquigas-Pata \| + 30 s \| |                  |          |                              |                 |
| |                  |          |                              |                 |
| |                  |          |                              |                 |
| Classement général |                  |          |                              |                 |
| Coureur | Coureur          | Pays     | Équipe                       | Temps           |
| 1er | Rik Verbrugghe   | Belgique | Lotto-Adecco                 | 5 h 23 min 50 s |
| 2e | Dario Frigo      | Italie   | Fassa Bortolo                | + 9 s           |
| 3e | Jan Hruška       | Tchéquie | ONCE-Eroski                  | + 13 s          |
| 4e | Abraham Olano    | Espagne  | ONCE-Eroski                  | + 15 s          |
| 5e | Gabriele Colombo | Italie   | Cantina Tollo-Acqua & Sapone | + 18 s          |
| 6e | Mariano Piccoli  | Italie   | Lampre-Daikin                | + 18 s          |
| 7e | Wladimir Belli   | Italie   | Fassa Bortolo                | + 26 s          |
| 8e | José Azevedo     | Portugal | ONCE-Eroski                  | + 28 s          |
| 9e | Vladimir Duma    | Ukraine  | Ceramica Panaria-Fiordo      | + 29 s          |
| 10e | Ellis Rastelli   | Italie   | Liquigas-Pata                | + 30 s          |

## Classements annexes
| Classement par points | Classement par points | Classement par points | Classement par points        | Classement par points |
| Coureur               | Coureur               | Pays                  | Équipe                       | Points                |
| --------------------- | --------------------- | --------------------- | ---------------------------- | --------------------- |
| 1er                   | Ellis Rastelli        | Italie                | Liquigas-Pata                | 25 pts                |
| 2e                    | Vladimir Duma         | Ukraine               | Ceramica Panaria-Fiordo      | 22 pts                |
| 3e                    | Abraham Olano         | Espagne               | ONCE-Eroski                  | 20 pts                |
| 4e                    | Gabriele Colombo      | Italie                | Cantina Tollo-Acqua & Sapone | 16 pts                |
| 5e                    | Mariano Piccoli       | Italie                | Lampre-Daikin                | 13 pts                |

| Classement par points | Classement par points | Classement par points | Classement par points        | Classement par points |
| Coureur               | Coureur               | Pays                  | Équipe                       | Points                |
| --------------------- | --------------------- | --------------------- | ---------------------------- | --------------------- |
| 1er                   | Ellis Rastelli        | Italie                | Liquigas-Pata                | 25 pts                |
| 2e                    | Vladimir Duma         | Ukraine               | Ceramica Panaria-Fiordo      | 22 pts                |
| 3e                    | Abraham Olano         | Espagne               | ONCE-Eroski                  | 20 pts                |
| 4e                    | Gabriele Colombo      | Italie                | Cantina Tollo-Acqua & Sapone | 16 pts                |
| 5e                    | Mariano Piccoli       | Italie                | Lampre-Daikin                | 13 pts                |

| Classement de la montagne | Classement de la montagne  | Classement de la montagne | Classement de la montagne    | Classement de la montagne |
| Coureur                   | Coureur                    | Pays                      | Équipe                       | Points                    |
| ------------------------- | -------------------------- | ------------------------- | ---------------------------- | ------------------------- |
| 1er                       | Domenico Gualdi            | Italie                    | Mobilvetta-Formaggi Trentini | 5 pts                     |
| 2e                        | Mirko Marini               | Italie                    | Liquigas-Pata                | 3 pts                     |
| 3e                        | Alexis Rodríguez Hernández | Espagne                   | Kelme-Costa Blanca           | 1 pt                      |

| Classement de la montagne | Classement de la montagne  | Classement de la montagne | Classement de la montagne    | Classement de la montagne |
| Coureur                   | Coureur                    | Pays                      | Équipe                       | Points                    |
| ------------------------- | -------------------------- | ------------------------- | ---------------------------- | ------------------------- |
| 1er                       | Domenico Gualdi            | Italie                    | Mobilvetta-Formaggi Trentini | 5 pts                     |
| 2e                        | Mirko Marini               | Italie                    | Liquigas-Pata                | 3 pts                     |
| 3e                        | Alexis Rodríguez Hernández | Espagne                   | Kelme-Costa Blanca           | 1 pt                      |

| Classement par équipes | Classement par équipes  | Classement par équipes | Classement par équipes |
| Équipe                 | Équipe                  | Pays                   | Temps                  |
| ---------------------- | ----------------------- | ---------------------- | ---------------------- |
| 1re                    | Lampre-Daikin           | Italie                 | 15 h 45 min 18 s       |
| 2e                     | ONCE-Eroski             | Espagne                | + 0 s                  |
| 3e                     | Mercatone Uno-Stream TV | Italie                 | + 37 s                 |
| 4e                     | Fassa Bortolo           | Italie                 | + 37 s                 |
| 5e                     | Liquigas-Pata           | Italie                 | + 1 min 14 s           |

| Classement par équipes | Classement par équipes  | Classement par équipes | Classement par équipes |
| Équipe                 | Équipe                  | Pays                   | Temps                  |
| ---------------------- | ----------------------- | ---------------------- | ---------------------- |
| 1re                    | Lampre-Daikin           | Italie                 | 15 h 45 min 18 s       |
| 2e                     | ONCE-Eroski             | Espagne                | + 0 s                  |
| 3e                     | Mercatone Uno-Stream TV | Italie                 | + 37 s                 |
| 4e                     | Fassa Bortolo           | Italie                 | + 37 s                 |
| 5e                     | Liquigas-Pata           | Italie                 | + 1 min 14 s           |